# August-Exter-Straße 15

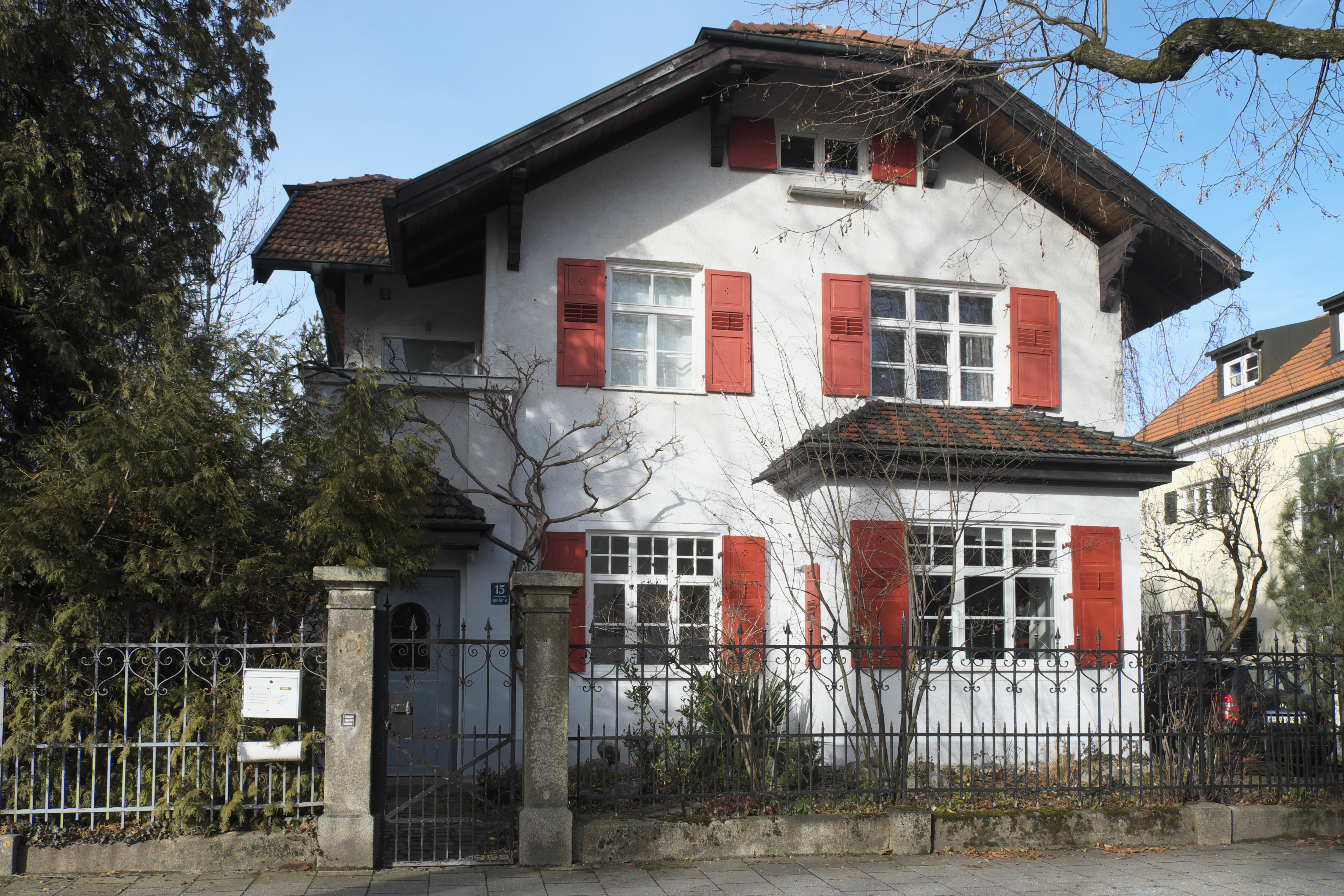
Haus August-Exter-Straße 15 im Stadtteil Pasing von München

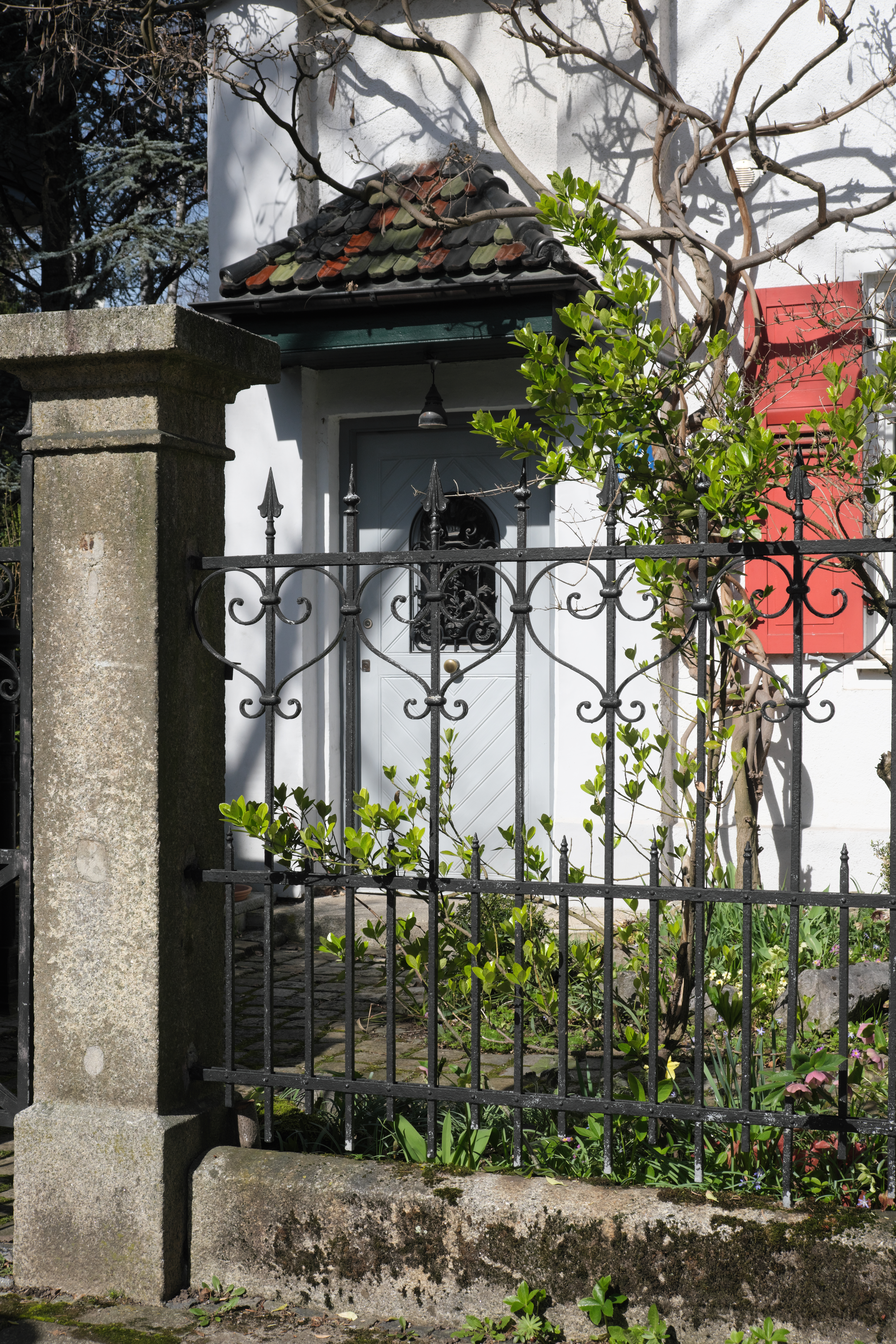
Hauseingang

Das Gebäude August-Exter-Straße 15 im Stadtteil Pasing der bayerischen Landeshauptstadt München wurde um 1895 errichtet. Die Villa in der August-Exter-Straße, die zur Erstbebauung der Villenkolonie Pasing I gehört, ist ein geschütztes Baudenkmal.
Das Haus im Landhausstil wurde nach Plänen des Büros von August Exter erbaut. Der Halbwalmdachbau mit erdgeschossigem Erker gehört zu einem einfachen Typus der Musterhäuser, wie auch das Haus Nr. 20, die vom Büro August Exter in der Villenkolonie Pasing I angeboten wurden. Dieser besitzt einen zweizonigen Grundriss.